# Parque Olímpico de la Juventud
O Parque Polideportivo Roca é um enorme parque com infraestruturas desportivas no sul de Buenos Aires, Argentina. Localiza-se em Villa Soldati, e foi inaugurado em 1979, embora as origens do espaço remontem ao século XIX.

## História

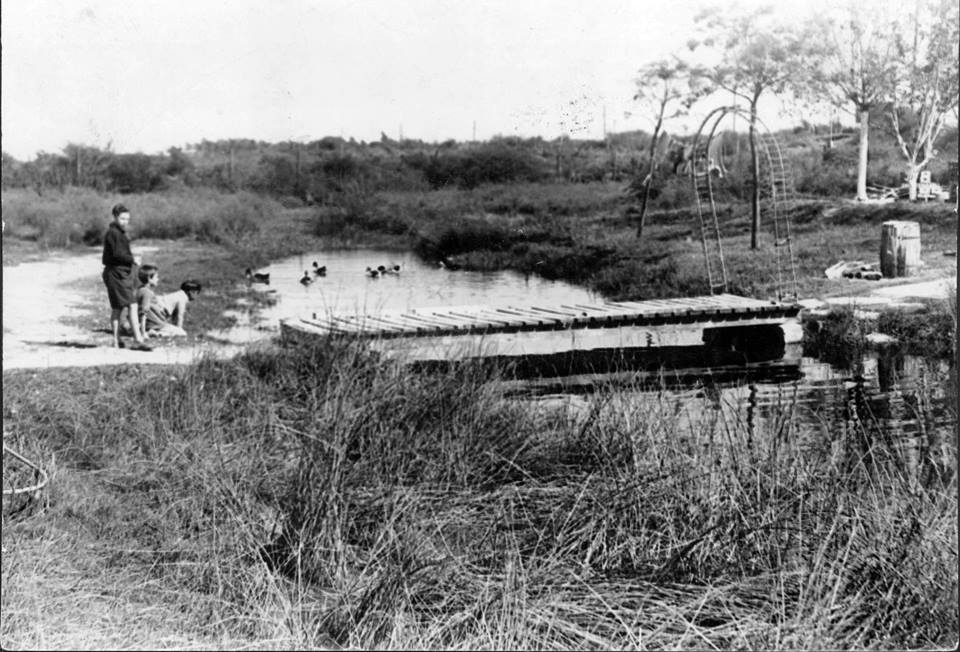
A Angra Cildañez, que flui para o Rio Riachuelo e divide o Parque Roca (1962).

Em 1840, Juan Manuel de Rosas, Governador da Província de Buenos Aires, cedeu os terrenos a um soldado que lá plantou eucaliptos, pinheiros e marmeleiros, instalando ainda um moinho a água. A propriedade era conhecida como Quinta del Molina. Depois deste proprietário morrer, foi ocupada por famílias pobres, acabando por se tornar numa lixeira em 1930.
Durante a década de 1940 foram construídos três lagos artificiais, de forma a compensar as cheias e os transbordos do Rio Riachuelo: o Lago Lugano, localizado no Parque Roca; o Lago Regatas, junto ao Autódromo Juan y Oscar Gálvez; e o Lago Soldati, perto do Parque Indoamericano.
A 15 de Novembro de 1978, começou a criar-se o actual parque, e no ano seguinte o Governo abriu o Parque Polideportivo Julio A. Roca, nomeado em homenagem a Julio Argentino Roca, Presidente da Argentina por duas vezes.

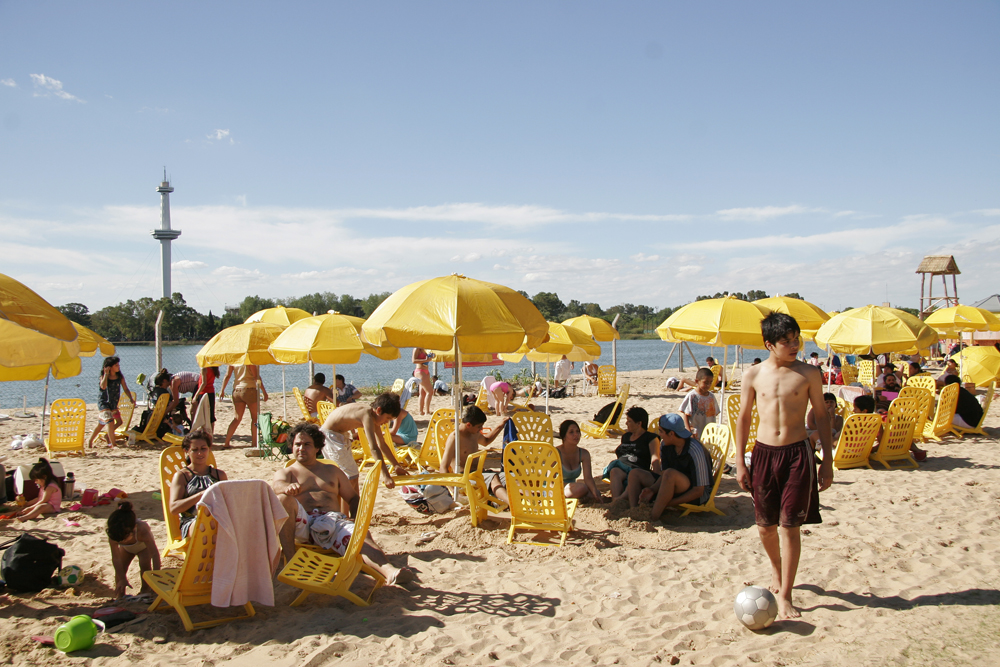
Praia artificial no Lago Lugano, com a Torre Espacial de 200 metros de altura vista ao fundo.

Em Setembro de 2006, Jorge Telerman, o Chefe de Governo de Buenos Aires, inaugurou o Estádio Mary Terán de Weiss, que acolheu a Copa Davis desse ano três dias depois de ter sido inaugurado.
No mesmo ano, o Parque Roca acolheu ainda os Jogos Sul-Americanos.
Em 2014, o Parque Roca foi confirmado como uma das principais infraestruturas para as Olimpíadas da Juventude de 2018, acolhendo atletismo, natação, saltos ornamentais e tiro com arco.
Em 2015 foi anunciado que a área ao redor do Lago Lugano se tornaria uma reserva natural com 40 hectares. Nesta área foram localizadas mais de 20 diferentes espécies de borboletas e 118 espécias de aves, bem como animais como bengos, cágados-cinza, lagartos-marau, e ratão d'água.

## Visão geral
Este parque é o maior complexo desportivo de Buenos Aires, ocupando 160 hectares de área. Ao seu redor localizam-se a Autoestrada Cámpora, as avenidas Coronel Roca, 27 de Febrero e Escalada; e é dividido pela Angra Cildañez, que flui para o Rio Riachuelo. O Lago Lugano, artificial, situa-se igualmente dentro dos limites do parque.
O complexo desportivo inclui:
- Estádio Mary Terán de Weiss (Estádio do Parque Roca)
- 15 campos de futebol
- 2 courts de basquetebol outdoor
- 2 campos de basebol
- 4 courts de voleibol outdoor
- 11 courts de ténis
- 3 piscinas de natação
- Um circuito de BMX
- Um estádio de atletismo (pista e campo)
- Um local de tiro com arco
- Um velódromo

A cada Verão o Governo da Cidade de Buenos Aires instala praias artificiais, e organiza actividades recreativas durante essa estação.